# كتاب ملون

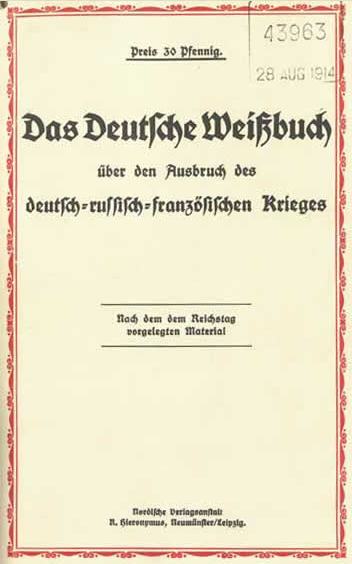
الكتاب الأبيض الألماني الذي يتناول الحرب العالمية الأولى

في التاريخ الدبلوماسي، يُعدّ الكتاب الملون مجموعةً رسميةً مُعتمدةً من المراسلات الدبلوماسية وغيرها من الوثائق التي تنشرها الحكومة لأغراضٍ تعليمية أو سياسية، أو لتعزيز موقفها من الأحداث الجارية أو الماضية. كانت أقدم هذه الكتب هي الكتب الزرقاء البريطانية، التي يعود تاريخها إلى القرن السابع عشر. في الحرب العالمية الأولى، كان لدى جميع القوى العظمى كتابها الملون الخاص، مثل الكتاب الأبيض الألماني، والكتاب الأحمر النمساوي، والكتاب البرتقالي الروسي، وغيرها.
في أوقات الحرب والأزمات، على وجه الخصوص، استُخدمت الكتب الملونة كنوع من الدعاية البيضاء لتبرير الإجراءات الحكومية، أو لإلقاء اللوم على جهات خارجية. إن اختيار الوثائق المُدرجة، وكيفية عرضها، وحتى ترتيب إدراجها، قد يجعل الكتاب بمثابة دعاية حكومية.

## مصطلحات
تعود مصطلحات كتب الألوان الفردية، مثل الكتاب الأزرق البريطاني، إلى قرون مضت، وكانت كتب الألوان الفردية الأخرى شائعة في القرن التاسع عشر، وخاصةً خلال الحرب العالمية الأولى. أما المصطلح الجماعي "كتاب الألوان" فأقل شيوعًا، وفي وقت لاحق. ففي الألمانية، ظهر مصطلح "كتاب قوس قزح" (Regenbogenbuch) عام 1915، و"كتاب الألوان" (Farbbuch) عام 1928. أما في الإنجليزية، فتعود شواهد استخدام "كتاب الألوان" إلى عام 1940 على الأقل.  

## تاريخ

### الأصل والتاريخ المبكر
في أوائل القرن السابع عشر، استُخدمت الكتب الزرقاء لأول مرة في إنجلترا كوسيلة لنشر المراسلات والتقارير الدبلوماسية. سُميت بهذا الاسم نسبةً إلى غلافها الأزرق.  وقد سجل قاموس أكسفورد الإنجليزي هذا الاستخدام لأول مرة عام 1633. 
خلال فترة الحروب النابليونية في أوائل القرن التاسع عشر، كانت تُنشر بانتظام. وبحلول النصف الثاني من القرن، بدأت تركيا في نشر نسختها الخاصة باللون الأحمر، وانتشر مفهوم الكتب الملونة إلى دول أخرى في أوروبا، حيث استخدمت كل دولة لونًا واحدًا: ألمانيا تستخدم الأبيض؛ فرنسا: الأصفر؛ الأحمر: النمسا والمجر (استخدمت إسبانيا اللون الأحمر أيضًا لاحقًا، وكذلك فعل الاتحاد السوفيتي)؛ بلجيكا: الرمادي؛  إيطاليا: الأخضر؛ وهولندا (وروسيا القيصرية): البرتقالي.   انتشر هذا المفهوم إلى الأمريكتين أيضًا، حيث استخدمت الولايات المتحدة اللون الأحمر، والمكسيك: البرتقالي، والعديد من دول أمريكا الوسطى والجنوبية باستخدام ألوان أخرى؛ حتى أنه انتشر إلى الصين (الأصفر) واليابان (الرمادي). 

### القرن التاسع عشر
كان القرن التاسع عشر فترة من التطور والنشاط الكبير للكتب الزرقاء التي نُشرت بأعداد كبيرة في بريطانيا في عهد العديد من وزراء الخارجية.  من الناحية النظرية، كان الغرض منها هو تزويد البرلمان بالمعلومات التي يحتاجها (ويطلبها أحيانًا) لتوفير أساس للحكم على الشؤون الخارجية. 

#### السببية والإنتاج
أُنشئت في البداية بأحدى هذه المسارات: إما بأمر من التاج، أو استجابةً لخطاب في مجلس العموم أو اللوردات. وقد مورست الضغوط أحيانًا، مما أدى إلى نشر أوراق لم تكن لتنشر لولا ذلك. كانت الكتب الزرقاء تُجلّد وتُنشر منذ عهد وزير الخارجية جورج كانينج. تتوفر مجموعات الكتب الزرقاء المُجلّدة لمجلس العموم بسهولة؛ أما بالنسبة لمجلس اللوردات، فأقل توفرًا.
كانت الوثائق تُطبع غالبًا على أوراق بيضاء كبيرة، مُجلّدة بشكل فضفاض، تُسمى "الأوراق البيضاء"، وتُقدّم إلى مجلس العموم أو مجلس اللوردات، غالبًا بدون تجليد أو تاريخ. وقد شكّل هذا النقص في التاريخ مشكلةً للمؤرخين الذين حاولوا تتبع السجل التاريخي، واعتمدوا على مزيد من البحث لتصنيفه.  أُعيد طباعة بعض الوثائق وجُلّدت، وعُرفت باسم "الكتب الزرقاء" نسبةً إلى لون أغلفتها. 

#### نفوذ وزراء الخارجية
لم تُضاهي أي دولة أوروبية أخرى بريطانيا في عدد إصدارات الكتاب الأزرق.  صُممت هذه الكتب في الأصل كوسيلة "لمواكبة تقلبات الرأي العام"،  وقد تباينت أساليب التعامل معها خلال فترات مختلفة من القرن التاسع عشر، تحت تأثير وزراء خارجية مختلفين.  تُعد الكتب الزرقاء أكثر اكتمالاً من بعض فترات القرن من غيرها، ولكن حُذفت منها أجزاء كثيرة دائمًا، واختصرت نصوصها. وقد أُشير إليها أحيانًا بكلمة "مُقتطف"، ولكن هذا لم يُضف أي دلالة على حجمها أو ما تم حذفه. 
برزت فترة جورج كانينج (1807-1809) بتصميمها لنظام جديد.  استخدم كانينج ذلك للحصول على دعم شعبي لمواقفه، على سبيل المثال، فيما يتعلق بأمريكا الجنوبية.  كان روبرت ستيوارت (اللورد كاستيلري (1812-1822)) نقطة التحول بين السنوات الأولى التي قد ترفض فيها الحكومة نشر أوراق معينة، والفترة اللاحقة التي لم تعد قادرة على القيام بذلك بعد الآن. لم يتمكن هنري تمبلتون (اللورد بالمرستون ثلاث فترات في ثلاثينيات وأربعينيات القرن التاسع عشر) من رفض مطالب مجلس العموم، كما فعل كانينج. في وقت لاحق، عندما ارتقى إلى منصب رئيس الوزراء، جسد بالمرستون "العصر الذهبي" للكتب الزرقاء، ونشر عددًا كبيرًا منها، وخاصة خلال فترة تولي راسل وزارة الخارجية (1859-1865). أصدر وزراء الخارجية في عهد رئيس الوزراء ويليام جلادستون (ثلاث فترات بين عامي 1868 و1886) أيضًا العديد من الكتب الزرقاء، ولكنهم كانوا أكثر تحفظًا؛  وتم إصدار عدد كبير منها حول المسألة الشرقية. 

#### ردود الفعل في الخارج
كان النشر يعني أنه لم يقتصر على اطلاع البرلمان والجمهور عليها، بل اطّلع عليها أيضًا القوى الأجنبية. أحيانًا، قد تشعر الحكومة بالحرج من تسريبات من مصادر أجنبية، أو منشورات منها؛ لكنها ردّت الجميل بقدر ما حصلت عليه.  وبحلول عام 1880، وُضعت بعض القواعد غير الرسمية، واستُشيرت الدول الأجنبية قبل نشر أي معلومات تؤثر عليها. هذا حال دون استخدامها كأدوات سياسية، كما في عهد كانينغ أو بالمرستون. 

### الحرب العالمية الأولى

#### خلفية
بعد عام 1885، تغير الوضع مرة أخرى، حيث قلّ الضغط من البرلمان، وانخفضت الصحف الحزبية، وأصبحت جميع المنشورات تقريبًا تُصدر أوامرها من التاج.  ومع نهاية القرن وبداية القرن التالي، قلّ الكشف عن الوثائق وقلّ الضغط من أعضاء البرلمان والجمهور، وأصبح الوزراء أكثر تحفظًا وسرية، على سبيل المثال مع السير إدوارد جراي، في الفترة التي سبقت الحرب العالمية الأولى. قال بينسون وتيمبرلي: "مع ازدياد ديمقراطية البرلمان، تراجعت سيطرته على السياسة الخارجية، وبينما توسعت وتضاعفت الكتب الزرقاء المتعلقة بالشؤون الداخلية في نهاية القرن التاسع عشر، تقلصت الكتب المتعلقة بالشؤون الخارجية من حيث العدد والاهتمام".  لا تزال هناك منشورات عديدة، ولكن مراسلات دبلوماسية أقل، والكثير من نصوص المعاهدات. 
أدى اغتيال الأرشيدوق فرانز فرديناند في سراييفو في 28 يونيو 1914 إلى شهر من المناورات الدبلوماسية بين النمسا والمجر وألمانيا وروسيا وفرنسا وبريطانيا، والتي سميت بأزمة يوليو. اعتقدت النمسا والمجر أن المسؤولين الصرب كانوا متورطين في الاغتيال  وفي 23 يوليو أرسلت إلى صربيا إنذارًا نهائيًا يهدف إلى إثارة الحرب.  أدى هذا إلى تعبئة النمسا جزئيًا، تلتها روسيا التي فعلت الشيء نفسه دعماً لصربيا.  أعلنت النمسا الحرب على صربيا في 28 يوليو، وتبع ذلك سلسلة من التعبئة الجزئية والتحذيرات الدبلوماسية، بما في ذلك مطالبة ألمانيا بتسريح روسيا، وتحذير فرنسا من البقاء على الحياد بدلاً من مساعدة روسيا. بعد رسائل مختلفة ذهابًا وإيابًا، وسوء الفهم، والافتراضات الخاطئة حول ما قد تفعله الدول الأخرى، غزت ألمانيا لوكسمبورغ وبلجيكا في 3-4 أغسطس، ودخلت بريطانيا الحرب بسبب معاهدتها عام 1839 مع بلجيكا. انغمست أوروبا في الحرب العظمى.

#### المعركة الإعلامية
وعندما بدأت الاشتباكات بين جيوشها، انخرطت الحكومات المتعارضة في معركة إعلامية في محاولة لتجنب اللوم في التسبب في الحرب، وإلقاء اللوم على بلدان أخرى، من خلال نشر وثائق مختارة بعناية، تتكون في الأساس من تبادلات دبلوماسية.
ظهر الكتاب الأبيض الألماني  في 4 أغسطس 1914، وكان أول كتاب من نوعه يصدر. ويحتوي على 36 وثيقة.  وفي غضون أسبوع، نشرت معظم الدول المتحاربة الأخرى كتابها الخاص، وكل منها يحمل اسم لون مختلف. وامتنعت فرنسا عن ذلك حتى 1 ديسمبر 1914، عندما نشرت أخيرًا كتابها الأصفر.  ونشرت دول متحاربة أخرى في الحرب كتبًا مماثلة: الكتاب البرتقالي لروسيا،   والكتاب الأحمر النمساوي المجري، والكتاب الرمادي البلجيكي، والكتاب الأزرق الصربي. 

#### جوانب الدعاية
حاولت كتب الألوان خلال الحرب العالمية الأولى تصوير الدولة المصدرة في صورة جيدة والدول المعادية في صورة سيئة من خلال وسائل عديدة بما في ذلك الحذف، والإدراج الانتقائي، والتغييرات في تسلسل الوثائق (غير المؤرخة) المقدمة من أجل التلميح إلى ظهور وثائق معينة في وقت أبكر أو لاحق عما ظهرت عليه بالفعل، أو التزوير الصريح.
وقع خطأ في تجميع الكتاب الأزرق البريطاني لعام 1914، ولم يُعالَج، مما جعله عُرضةً لهجمات الدعاة الألمان. ثم أدى هذا الخطأ غير المُصحَّح إلى تزوير بعض التفاصيل في الكتاب الأصفر الفرنسي، الذي نُسخ حرفيًا من الكتاب الأزرق. 
وصف الدعاة الألمان الكتاب الأصفر بأنه "مجموعة ضخمة من التزييفات".  اتُهمت فرنسا بتقديم دعمها غير المشروط لروسيا. حاولت ألمانيا إظهار أنها أُجبرت على التعبئة العامة بسبب روسيا، التي ألقت بدورها باللوم على النمسا والمجر. شكلت وثائق الحلفاء المتعلقة بظروف إعلان الحرب، بالإضافة إلى جرائم الحرب التي ارتكبها الجيش الألماني، الأساس الذي اعتمد عليه الحلفاء عام 1919 لصياغة المادة 231 من معاهدة فرساي، التي تُحمّل ألمانيا والنمسا والمجر المسؤولية الحصرية عن اندلاع الحرب.
توصل تقرير قدمه الفقيه الألماني هيرمان كانتوروفيتش إلى البرلمان بعد الحرب للتحقيق في أسباب الحرب العالمية الأولى إلى أن ألمانيا تتحمل قدرًا كبيرًا من المسؤولية في إشعال فتيل الحرب العالمية الأولى، واستشهد بالكتاب الأبيض كمثال واحد، حيث تم تزوير حوالي 75 بالمائة من الوثائق المقدمة فيه.  

#### الترجمات وإعادة النشر
غالبًا ما كانت تتم ترجمة الكتب الملونة إلى اللغة الإنجليزية أو تتم الموافقة عليها من قبل حكومات المنشأ؛ على سبيل المثال، تمت الموافقة على الترجمة الإنجليزية للكتاب الأخضر الإيطالي من قبل السفارة الملكية الإيطالية. 
تولّت صحيفة نيويورك تايمز إعادة نشر النصوص الكاملة للعديد من الكتب الملونة المترجمة إلى الإنجليزية، بما في ذلك الكتاب الأخضر الذي تُرجم للصحيفة. إضافةً إلى ذلك، نشرت التايمز الكتاب الأزرق البريطاني، والكتاب الأبيض الألماني، والكتاب البرتقالي الروسي، والكتاب الرمادي البلجيكي، والكتاب الأصفر الفرنسي، والكتاب الأحمر النمساوي-المجري.  

## أنواع

### الكتاب الأزرق البريطاني
يُعد الكتاب الأزرق البريطاني أقدم الكتب تاريخًا، إذ يعود تاريخه إلى عام 1633 على الأقل.  في أوائل القرن السابع عشر، استُخدمت الكتب الزرقاء لأول مرة في إنجلترا كوسيلة لنشر المراسلات والتقارير الدبلوماسية. سُميت بهذا الاسم نظرًا لغلافها الأزرق.  وقد استُخدمت على نطاق واسع في إنجلترا في القرن التاسع عشر.
خلال الحرب العالمية الأولى، كان الكتاب الأزرق البريطاني ثاني مجموعة وثائق دبلوماسية وطنية عن الحرب تظهر؛ فقد صدر بعد أيام قليلة من صدور الكتاب الأبيض الألماني.  احتوى على 159 بندًا، وقُدِّم إلى البرلمان قبل جلسة 6 أغسطس 1914، بعد إعلان بريطانيا الحرب على ألمانيا. ثم ظهر لاحقًا في نسخة موسعة ومختلفة نوعًا ما، وتضمنت مقدمة وتقارير من جلسات البرلمان في بداية أغسطس بعنوان "بريطانيا العظمى والأزمة الأوروبية" . احتوت هذه النسخة على نفس البنود الـ 159 من النسخة الأولى، بالإضافة إلى بندَين آخرين من السفارتين البريطانيتين في فيينا وبرلين، بعد اندلاع الحرب. ورغم عدم اكتماله (على سبيل المثال، لم يتضمن ملفات عن الوعود الإنجليزية بالمساعدة لفرنسا، وعن التنازلات والمقترحات الألمانية)، إلا أنه يُعد أغنى الكتب الملونة، و"على الرغم من ثغراته، يُمثل كنزًا حقيقيًا من الرؤى التاريخية للأزمة الكبرى". 

### الكتاب الأبيض الألماني
الكتاب الأبيض الألماني (الألمانية: Das Deutsche Weißbuch) كان منشورًا أصدرته الحكومة الألمانية عام 1914 يوثق ادعاءاتها بشأن أسباب الحرب العالمية الأولى.   وصلت مؤسسة الكتب الزرقاء السياسية البريطانية، التي تتضمن منشورات رسمية للوثائق الدبلوماسية، إلى ألمانيا في وقت متأخر نسبيًا. وقد دار نقاش حاد حول مدى ملاءمتها وضرورتها قبل وقت طويل من ظهور أول كتاب ألماني، وكذلك بعد ذلك بين الجمهور الألماني، وخاصةً في برلمانات الولايات (Landtag).
كان العنوان الكامل هو "الكتاب الأبيض الألماني حول اندلاع الحرب الألمانية الروسية الفرنسية". ظهرت ترجمة إنجليزية معتمدة في عام 1914. 
احتوى الكتاب على مقتطفات من مواد دبلوماسية تهدف إلى نسب سبب الحرب إلى مصادر أخرى. وكان عدد الرسائل الواردة في الكتاب الأبيض أقل بكثير من عدد الرسائل الواردة في الكتاب الأزرق البريطاني، وكانت الرسائل الواردة في معظمها تهدف إلى توضيح نقطة في سرد الكتاب الأبيض. 

### الكتاب البرتقالي الروسي
صدر الكتاب البرتقالي الروسي في منتصف أغسطس.  وفي 20 سبتمبر 1914، نشرت صحيفة نيويورك تايمز مقتطفات منه. وجاء في المقال أن دراسة الكتاب البرتقالي الروسي، بالتزامن مع تقارير الكتاب الأزرق البريطاني، تُثبت بشكل قاطع مسؤولية ألمانيا والنمسا عن الحرب. 

### الكتاب الأزرق الصربي
تباطأت دراسة الدور الصربي في الحرب بسبب التأخير في نشر الكتاب الأزرق الصربي. وقد بدأ بعضه في التوفر في منتصف سبعينيات القرن العشرين. 

### الكتب الرمادية البلجيكية
صدر الكتابان الرماديان البلجيكيان بعد الكتاب البرتقالي الروسي والكتاب الأزرق الصربي.  وصدر الكتاب الثاني في عام 1915. 

### الكتاب الأصفر الفرنسي

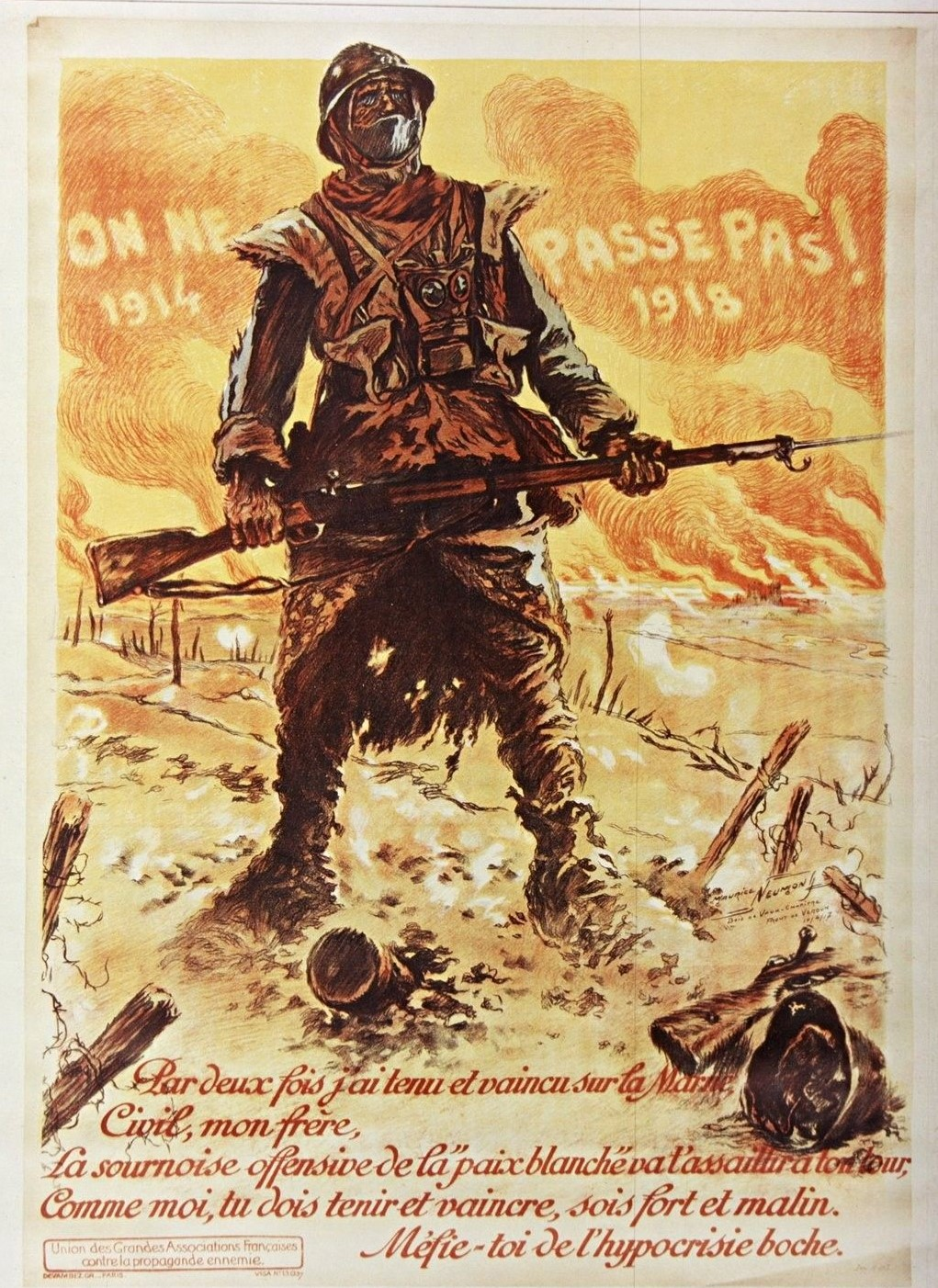
ملصق فرنسي من الحرب العالمية الأولى، من تصميم موريس نيومونت، حوالي عام 1918

أُنجز الكتاب الأصفر الفرنسي (الفرنسية: Livre Jaune)، بعد ثلاثة أشهر من العمل، واحتوى على 164 وثيقة، وصدر في الأول من ديسمبر عام 1914. وعلى عكس غيره من الكتب التي اقتصرت على الأسابيع التي سبقت بدء الحرب، تضمن الكتاب الأصفر بعض الوثائق من عام 1913، مما صوّر ألمانيا بشكل سلبي، من خلال تسليط الضوء على استعداداتها لحرب أوروبية. وقد طعنت ألمانيا في بعض وثائق الكتاب الأصفر لعدم صحتها، ولكن تم تجاهل اعتراضاتها في الغالب، واستُشهد بالكتاب الأصفر على نطاق واسع كمرجع في أزمة يوليو عام 1914.
اتضح بعد انتهاء الحرب أن الكتاب الأصفر لم يكن كاملاً أو دقيقاً تماماً. وتمكن المؤرخون الذين اطلعوا على مواد فرنسية غير منشورة سابقاً من استخدامها في تقريرهم المرفوع إلى مجلس الشيوخ بعنوان "أصول ومسؤوليات الحرب العظمى"  كما فعل الرئيس السابق ريموند بوانكاريه. وتُظهر الخاتمة الواردة في تقرير لجنة السلام الفرنسية لعام 1919 الهدفين المزدوجين المتمثلين في إلقاء اللوم على خصومهم وتبرير أفعالهم، كما هو موضح في جملتين:
كانت الحرب مدبرة من قبل القوى المركزية، إلى جانب حلفائها، تركيا وبلغاريا، وكانت نتيجة لأعمال ارتكبت عمداً بهدف جعلها حتمية.
وعملت ألمانيا، بالاتفاق مع النمسا والمجر، عمداً على تجاهل المقترحات التصالحية العديدة التي قدمتها قوى الوفاق وإبطال جهودها لتجنب الحرب.

لاحقًا، كشف نشر أرشيفات كاملة من فترة أزمة يوليو، من قِبل ألمانيا وبريطانيا والنمسا، بالإضافة إلى بعض الأرشيفات السوفيتية، عن بعض الحقائق التي أغفلها الكتاب الأصفر عمدًا. وعلى وجه الخصوص، وثيقة الكتاب الأصفر رقم 118، التي أظهرت تعبئة روسية ردًا على التعبئة النمساوية في اليوم السابق، 30 يوليو، ولكن في الواقع، انعكس ترتيب التعبئة؛ حيث بدأت التعبئة الروسية. بعد تفسير مُشوّه من قِبل وزارة الخارجية، تداعت الثقة بالكتاب الأصفر، وتجنب المؤرخون استخدامه. 
في مقالها المنشور في عدد أبريل 1937 من مجلة الشؤون الخارجية، درست برنادوت إي. شميت المراسلات الدبلوماسية المنشورة حديثًا في "الوثائق الدبلوماسية الفرنسية"   وقارنتها بوثائق الكتاب الأصفر الفرنسي المنشور عام 1914، وخلصت إلى أن الكتاب الأصفر "لم يكن كاملاً ولا موثوقًا به تمامًا"، وتطرقت إلى بعض التفاصيل في فحص الوثائق المفقودة من الكتاب الأصفر، أو المعروضة بشكل غير منظم لتشويش أو تضليل تسلسل الأحداث. وخلصت إلى:
لن تُغيّر هذه الوثائق الآراء السائدة كثيرًا. ولن تُرسّخ براءة فرنسا في أذهان الألمان. من ناحية أخرى، سيتمكن الفرنسيون من إيجاد مبررٍ فيها للسياسة التي انتهجوها في يوليو 1914؛ ورغم إعلان السيد هتلر الأخير برفضه المادة 231 من معاهدة فرساي، سيواصلون، استنادًا إلى هذه الوثائق، تحميل ألمانيا المسؤولية الرئيسية عن الحرب العالمية الأولى.

في الكتاب الأبيض الألماني، تم حذف أي شيء من شأنه أن يفيد الموقف الروسي. 

### الكتاب الأحمر النمساوي
يعود تاريخ الكتاب الأحمر النمساوي المجري إلى القرن التاسع عشر على الأقل. طُبعت نسخة عام 1868 في لندن، وتضمنت برقيات ومراسلات دبلوماسية أخرى خلال عهد الإمبراطور فرانز جوزيف، وتناولت مواضيع مثل معاهدة براغ وأزمة لوكسمبورغ ومعاهدة لندن (1867) ومعاهدة فيينا بين النمسا وفرنسا وإيطاليا في أكتوبر 1866، والعلاقات بين القوى الخمس: النمسا وفرنسا، وإنجلترا، وبروسيا، وروسيا، بالإضافة إلى العلاقات مع الشرق (اليونان، وصربيا، والإمبراطورية العثمانية). 
كانت النمسا والمجر آخر القوى العظمى، إذ نشرت ملفاتها المتعلقة باندلاع الحرب في فبراير 1915 في الكتاب الأحمر النمساوي المجري، بعنوان: "ك. و ك. وزارة الخارجية للشؤون الدبلوماسية حول الخلفية التاريخية لحرب 1914".  وفي الوقت نفسه، نشرت الحكومة النمساوية المجرية طبعةً موجزةً وشعبيةً من الكتاب الأحمر، تضمنت مقدمةً وترجماتٍ إلى الألمانية لبعض الوثائق المكتوبة بالإنجليزية أو الفرنسية. احتوى الكتاب الأحمر على 69 بندًا، وغطى الفترة من 29 يونيو إلى 24 أغسطس 1914. 
ليس واضحًا لماذا سمحت الحكومة النمساوية المجرية بانقضاء أكثر من ستة أشهر من الحرب قبل أن تحذو حذو القوى الأخرى. كان هذا على عكس حالة الكتاب الأصفر الفرنسي المتأخر، الذي أدى نشره لاحقًا إلى عدم وجود ملفات لدى الجمهور الفرنسي لتقييم الأحداث الدبلوماسية قبل الحرب. بالنسبة للنمسا والمجر، كانت الحرب في المقام الأول حربًا نمساوية صربية، ولم يكن هناك نقص في الوثائق المتعلقة بها منذ البداية. 

### آخرون
وقد تم استخدام كتب ملونة أخرى في بلدان أخرى، بما في ذلك:
- الصين –  الكتاب الأصفر [6]
- فنلندا –  الكتاب الأبيض [5]
- إيطاليا –  الكتاب الأخضر [6]
- اليابان –  الكتاب الرمادي [6]
- مكسيكي –  الكتاب البرتقالي [6]
- هولندا –  الكتاب البرتقالي [6]
- الإمبراطورية الروسية –  الكتاب البرتقالي [6]
- السوفييتي –  الكتاب الأحمر [6]
- سويسرا –  الوثائق الدبلوماسية السويسرية
- إسبانيا –  الكتاب الأحمر [6]
- الولايات المتحدة –  الكتاب الأحمر [6]

## الأوصاف المعاصرة

### الحرب العالمية الأولى
يقدم إدموند فون ماخ في كتابه "الوثائق الدبلوماسية الرسمية المتعلقة باندلاع الحرب الأوروبية" الصادر عام 1916 المقدمة التالية للكتب الملونة الخاصة بالحرب العالمية الأولى:

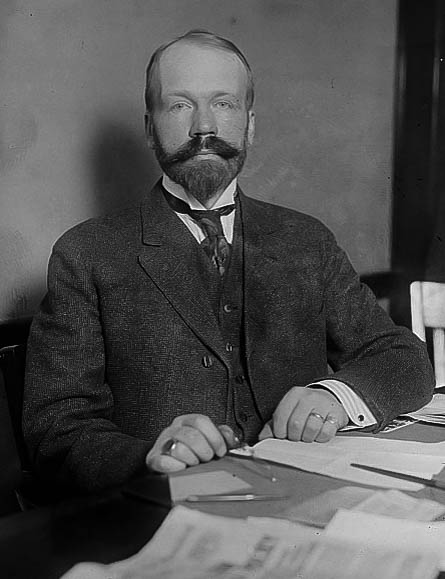
إدموند فون ماخ في عام 1915

## الأعمال المذكورة
- Adler، Selig (1951). "The War-Guilt Question and American Disillusionment, 1918-1928". The Journal of Modern History. U Chicago Press. ج. 23 ع. 1: 1–28. DOI:10.1086/237384. S2CID:144943074.

- Austria. Bundesministerium für Auswärtige Angelegenheiten (1868). Austrian red-book, diplomatic correspondence of the Imperial-royal ministry for foreign affairs, from November 1866 to 31st December 1867, No.1. London: Dulau et Company. OCLC:557490264.
- Beer، Max (1915). "Das Regenbogen-Buch": deutsches Wiessbuch, österreichisch-ungarisches Rotbuch, englisches Blaubuch, französisches Gelbbuch, russisches Orangebuch, serbisches Blaubuch und belgisches Graubuch, die europäischen Kriegsverhandlungen [The Rainbow Book: German White Book, Austrian-Hungarian Red Book, English Blue Book, French Yellow Book, Russian Orange Book, Serbian Blue Book and Belgian Grey Book, the European war negotiations] (ط. 2nd, improved). Bern: F. Wyss. ص. 16–. OCLC:9427935. مؤرشف من الأصل في 2023-04-05. اطلع عليه بتاريخ 2020-10-04.

- France. Ministère des affaires étrangères؛ Commission de publication des documents relatifs aux origines de la guerre de 1914 (1936). Documents diplomatiques français (1871-1914) [French diplomatic documents] (ط. 3e Série, (1911-1914)). Imprimerie Nationale. ج. Tome X, (17 mars-23 juillet 1914). OCLC:769058353. مؤرشف من الأصل في 2023-05-28.{{استشهاد بكتاب}}:  صيانة الاستشهاد: أسماء عددية: قائمة المؤلفين (link)
- France. Ministère des affaires étrangères؛ Commission de publication des documents relatifs aux origines de la guerre de 1914 (1936). Documents diplomatiques français (1871-1914) [French diplomatic documents] (ط. 3e Série, (1911-1914)). Imprimerie Nationale. ج. Tome XI, (24 juillet-4 août 1914). OCLC:769062659. مؤرشف من الأصل في 2023-04-05.{{استشهاد بكتاب}}:  صيانة الاستشهاد: أسماء عددية: قائمة المؤلفين (link)

- Germany. Auswärtiges Amt (1914). The German White-book: Authorized Translation. Documents Relating to the Outbreak of the War, with Supplements. Liebheit & Thiesen. OCLC:1158533. مؤرشف من الأصل في 2023-04-05. اطلع عليه بتاريخ 2020-10-04.

- Germany. Auswärtiges Amt؛ Grattan، C. Hartley (1940). "Foreword". The German White Paper; full text of the Polish documents. New York: Howell, Soskin. OCLC:23387292.
- Hamilton، Keith (22 فبراير 2007). "Falsifying the Record: Entente Diplomacy and the Preparation of the Blue and Yellow Books on the War Crisis of 1914". Diplomacy & Statecraft. ج. 18 ع. 1: 89–108. DOI:10.1080/09592290601163019. ISSN:0959-2296. OCLC:4650908601. S2CID:154198441.
- Hartwig, Matthias (12 May 2014). "Colour books". In Bernhardt, Rudolf; Bindschedler, Rudolf; Max Planck Institute for Comparative Public Law and International Law (eds.). International Relations and Legal Cooperation in General Diplomacy and Consular Relations: Published under the Auspices of the Max Planck Institute for Comparative Public Law ... Encyclopedia of Public International Law (بالإنجليزية). Amsterdam: North-Holland. Vol. 9 International Relations and Legal Cooperation in General Diplomacy and Consular Relations. ISBN:978-1-4832-5699-3. OCLC:769268852. Archived from the original on 2023-07-09. Retrieved 2020-10-05. {{استشهاد بموسوعة}}: الوسيط |تاريخ الوصول= and |تاريخ-الوصول= تكرر أكثر من مرة (help)

- Heindel، Richard Heathcote؛ Berthold، Arthur Benedict؛ Miller، Marion G (1940)، War Check List: A Working Guide to the Background and Early Months of the War (chiefly, September 1938 to January 31, 1940 ) ... (typewritten)، Philadelphia: War Documentation Service، OCLC:559210390
- Horne، John؛ Alan Kramer (2001). German atrocities, 1914: a history of denial. Yale University Press.
- Huebsch، B.W. (1921). The German Army in Belgium: The White Book of May 1915.

- Italy؛ Ministero degli affari esteri [بالإيطالية] (1915). Italy's Green Book. Documents regarding the European war, no. VIII; and International conciliation, no. 93. ترجمة: royal Italian embassy. New York: American Assoc. for Intl Conciliation. OCLC:894088650.
- Kann، Robert A. (ديسمبر 1968). "GUTACHTEN ZUR KRIEGSSCHULDFRAGE 1914. AUS DEM NACHLASS. by Hermann Kantorowicz. Edited and introduced by Geiss Imanuel. With a preface by Gustav W. Heinemann. (Frankfurt am Main: Europäische Verlagsanstalt. 1967. pp. 452. DM 28.)". Central European History. ج. 1 ع. 4: 383–389. DOI:10.1017/S0008938900014977. OCLC:4669487703. S2CID:145105893. مؤرشف من الأصل في 2018-06-15.
- Kantorowicz, Hermann; Geiss, Imanuel (1967). Gutachten zur Kriegsschuldfrage 1914 [Report on the War guilt question 1914] (بالألمانية). Frankfurt: Europäische Verlagsanstalt. OCLC:654661194. Archived from the original on 2024-10-09. Retrieved 2020-10-04.
- Kempe, Hans (2008). Der Vertrag von Versailles und seine Folgen: Propagandakrieg gegen Deutschland [The Treaty of Versailles and its Consequences: Propaganda War against Germany]. Vaterländischen Schriften (بالألمانية). Mannheim: Reinhard Welz Vermittler Verlag e.K. Vol. 7 Kriegschuldlüge 1919 [War Guilt Lies 1919]. pp. 238–257 (vol. 7 p.19). ISBN:978-3-938622-16-2. Archived from the original on 2023-05-27. Retrieved 2020-10-04.
- Martel، Gordon (2014). "Making Sense of the Madness". The Month that Changed the World: July 1914. Oxford University Press. ISBN:978-0-19-966538-9. OCLC:881361668.

- "First World War | German White Book". United Kingdom: The National Archives. مؤرشف من الأصل في 2023-05-31. اطلع عليه بتاريخ 2017-01-23.
- "Russia Worked For Peace; Her Orange Book, Says The London Times, Puts War Squarely Upon Germany". نيويورك تايمز. New York. 21 سبتمبر 1914. The Times today in publishing extended extracts from the Russian official "Orange Book" upon the diplomatic antecedents of the war, says that these, taken in conjunction with the official papers issued by the British Foreign Office, complete the chain of evidence fixing irrefutably upon Germany and Austria the responsibility for the outbreak of the war.
  - "Russia Worked For Peace; Her Orange Book, Says The London Times, Puts War Squarely Upon Germany". The New York Times. 21 سبتمبر 1914.
- Peace Conference Commission on the Responsibility of the Authors of the War and on Enforcement of Penalties. (29 مارس 1919). "1 Responsabilité des auteurs de la Guerre". Rapport présenté à la conférence des préliminaires de paix par la commission des responsabilités des auteurs de la guerre et sanctions: Nur für den Dienstgebrauch. Conférence des préliminaires de paix. 29 Mars 1919. [Umschlagtitel] (conference report). Paris: s.t. OCLC:632565106. مؤرشف من الأصل في 2023-10-19.
- Penson، Lillian M.؛ Temperley، Harold W. V. (1966) [1st pub. Cambridge UP (1938)]. A Century of Diplomatic Blue Books, 1814-1914. London: Frank Cass. ISBN:978-0-7146-1519-6. OCLC:1088479381. مؤرشف من الأصل في 2023-09-18.
- Sass, Johann (8 Jun 2020) [1st pub: De Gruyter (1928)]. "Zweiter Anhang: Farbbuecher fremder Staaten" [Appendix Two: Color books of foreign countries]. Die deutschen Weißbücher zur auswärtigen Politik 1870–1914: Geschichte und Bibliographie [The German White Papers on Foreign Policy] (بالألمانية). Berlin: De Gruyter. pp. 184–211. ISBN:978-3-11-163805-8. OCLC:560747392.
- Schirmann, Léon (2003). Été 1914. Mensonges et désinformation : comment on " vend " une guerre… [Summer 1914. Lies and disinformation: how to "sell" a war] (بالفرنسية). Paris: Italiques. p. 134. ISBN:978-2-910536-34-3. OCLC:606468923. Retrieved 2020-10-04.
- Schmitt، Bernadotte E. (1 أبريل 1937). "France and the Outbreak of the World War". Foreign Affairs. مجلس العلاقات الخارجية. ج. 26 ع. 3: 516–536. DOI:10.2307/20028790. JSTOR:20028790. مؤرشف من الأصل في 2018-11-25. اطلع عليه بتاريخ 2020-10-05.
- Stevenson، David (1996). Armaments and the Coming of War: Europe, 1904–1914. New York: Clarendon press. ISBN:978-0-19-820208-0. OCLC:33079190.
- Stokes، Gale (1976). "The Serbian Documents from 1914: A Preview". The Journal of Modern History. ج. 48 ع. S3: 69–84. DOI:10.1086/241528. S2CID:144372746.
- Turner، L. F. C. (1968). "The Russian Mobilization in 1914". Journal of Contemporary History. Sage Publications. ج. 3 ع. 1: 65–68. DOI:10.1177/002200946800300104. ISSN:0022-0094. JSTOR:259967. OCLC:5548909084. S2CID:161629020.
- Willmott، H.P. (2003). World War I. Dorling Kindersley. ISBN:978-0-7894-9627-0. OCLC:52541937.
- von Mach، Edmund (1916). Official Diplomatic Documents Relating to the Outbreak of the European War: With Photographic Reproductions of Official Editions of the Documents (Blue, White, Yellow, Etc., Books). New York: Macmillan. LCCN:16019222. OCLC:651023684. Electronic copy from HathiTrust.

## قراءة إضافية
- Austrian government (1915). Documents regarding the European war. Series no. VI, The Austrian red book. International conciliation (Monthly), no. 89. New York: American Association for International Conciliation. OCLC:746547791.

- Belgique; Ministère des affaires étrangères (1915). Correspondance diplomatique relative à la guerre de 1914-1915 [Diplomatic Correspondence of the 1914-1915 War] (بالفرنسية). Paris: Hachette.
- Belgium; Ministère des affaires étrangères (1915) [1st pub. Hachette (1915; in French)], The Second Belgian Gray Book (بالإنجليزية) (English ed.), London: HMSO His Majesty's Stationery Office
- Curtis، Bruce (1 ديسمبر 1993). "The Canada 'Blue Books' and the Administrative Capacity of the Canadian State, 1822–67". Canadian Historical Review. ج. 74 ع. 4: 535–565. DOI:10.3138/CHR-074-04-03. ISSN:0008-3755. OCLC:5595744682. S2CID:159794067.
- Doré, Robert (1981) [1st pub. Champion (1922)]. Bibliographie des "Livres jaunes" à la date du 1er janvier 1922 [Bibliography of "Yellow Books" as of January 1, 1922] (بالفرنسية). H. Champion. OCLC:904228996.

- "Complete Text of the "Yellow Book" of France Issued by Authority of the French Government" (PDF). نيويورك تايمز. ترجمة: Paris correspondent of the London Times. New York. 13 ديسمبر 1914. ص. 18–26, 94. مؤرشف من الأصل (PDF) في 2022-08-21.
  - "Complete Text of the "Yellow Book" of France Issued by Authority of the French Government". The New York Times. 13 ديسمبر 1914. مؤرشف من الأصل في 2024-07-13.
- Gooch، G. P.؛ Temperley، Harold William Vazeille؛ Great Britain, Foreign Office، المحررون (1927) [1st pub. 1925]. British documents on the origins of the war, 1898-1914. Vol. 9, The Balkan wars. Pt. 1, The prelude : the Tripoli war. H.M. Stationery Office. ج. 9. OCLC:1107594669. مؤرشف من الأصل في 2023-10-10.

- "Italy's Green Book". Documents Regarding the European War Series. no. VIII. New York: American Assoc. for Int'l Conciliation. أغسطس 1915. ص. 7–66. OCLC:58932234. {{استشهاد بكتاب}}: تجاهل المحلل الوسيط |صحيفة= (مساعدة)

- Luxembourg; Direction génénral des affaires étrangères (1919). Le livre gris du Grand-Duché de Luxembourg [The gray book of the Grand duchy of Luxemburg] (بالفرنسية). Victor Buck. OCLC:22282698.
- Luxembourg (1942). Luxembourg and the German invasion, before and after : with a preface by M. Joseph Bech. London, New York: Hutchinson & Company. OCLC:1000963898.
- New York Public Library (1917). Diplomatic History of the European War: A List of References in the New York Public Library. Public Library. ص. 13. مؤرشف من الأصل في 2020-10-20.
- The Times documentary history of the war. Times Publishing Company. 1917.
- Scott، James Brown (1916). Diplomatic Documents Relating to the Outbreak of the European War. Oxford University Press, American branch.

- "The Serbian Blue Book (1914)". World War I Document Archive; Rastko. 2007. مؤرشف من الأصل في 2021-10-27.
- "The Serbian Blue Book". Collected Diplomatic Documents Relating to the Outbreak of the European War. London. 1915. ص. 369–398.{{استشهاد بكتاب}}:  صيانة الاستشهاد: مكان بدون ناشر (link)
- Toscano, Mario (1963). Storia dei trattati e politica internazionale: Parte generale [History of Treaties and International Policy: General Part] (بالإيطالية) (2nd ed.). Torino: Giappichelli. OCLC:633617646.
- Vogel، Robert (1963). A Breviate of British Diplomatic Blue Books, 1919-1939. Montreal: McGill University Press. ص. 110–. ISBN:978-0-7735-0005-1. OCLC:889257461. مؤرشف من الأصل في 2020-12-03.